# Stanley Larson Welsh
Stanley Larson Welsh (1928) é um botânico estado-unidense. Tem sido dos proeminentes científicos que têm estudado e publicado sobre a flora dos Estados Unidos. Tem trabalhado como professor de Biologia Integrativa na Universidade Brigham Young durante 44 anos. Fundou e foi curador do herbário dessa mesma universidade, o qual leva seu nome. Interessou-se pela flora estado-unidense e tahitiana, com ênfase nos géneros Astragalus, Oxytropis e Atriplex.

## Algumas publicações
- stanley larson Welsh; sherel Goodrich. 1980. Miscellaneous Plant Novelties from Alaska, Nevada, and Utah. Great Basin Naturalist 40:78-88

### Livros
- 1960. Legumes of the north-central states: Galegeae. Ed. Iowa Agricultural & Home Economics Experiment Station. 249 pg.
- 2003. North American Species of Atriplex Linnaeus (Chenopodiaceae): A Taxonomic Revision. ISBN 0-8425-2562-9
- nephi duane Atwood, sherel Goodrich, stanley larson Welsh. 2007. A Utah Flora. Ed. Brigham Young University. ISBN 0-8425-2701-X